# 8307 Peltan
8307 Peltan (1995 EN) là một tiểu hành tinh vành đai chính được phát hiện ngày 5 tháng 3 năm 1995 bởi J. Ticha ở Klet.